# وینستونویل، میسیسیپی
وینستونویل (به انگلیسی: Winstonville) شهرکی در ایالت میسیسیپی کشور ایالات متحده آمریکا است که جمعیت آن در سرشماری سال ۲۰۱۰ میلادی، ۱۹۱
نفر بوده‌است.